# 暗黒星
『暗黒星』（あんこくせい）は、江戸川乱歩が発表した長編探偵小説。1939年（昭和14年）1月から12月まで、『講談倶楽部』に掲載された。

## 概要
名探偵明智小五郎が活躍する、いわゆる「明智もの」の一つ。
戦前の乱歩の作家活動の末期に属する。戦争中探偵小説が禁圧を受け、翌年あたりから探偵小説が書けなくなったため、この年に書いた本作と、『地獄の道化師』と『幽鬼の塔』の三つが戦前連載ものの最後であった。
題名の『暗黒星』について、「つい眼の前にいるようで、正体が掴めない。まったく光を持たない星、いわば邪悪の星だね。」と作中で明智に語らせている。乱歩は「動機を探す探偵小説で、犯人の隠し方にくふうをこらした跡が見える」としている。

## あらすじ
麻布の古い大洋館に住む伊志田家。そこで誰かが何かを企んでいるという予感を感じたために明智小五郎に相談を持ちかけていた伊志田家の子息、一郎が、ついに、明智への電話中に何者かに襲われるという事件が起こる。明智はすぐにかけつけ、邸内に出現した賊を追うが、とり逃がす。明智は医師に化けて伊志田邸の警戒にあたる。すると夜、円塔の窓から誰かが懐中電灯を使い、外と連絡しているらしき様子が見える。明智がこっそり確認しに行ってみるとそこには一郎の姉綾子がいた。しかし綾子はそんなことはしていないと否定する。ふたたび賊が出現し、一郎の義母君代が風呂場で射殺される。明智も撃たれて入院を余儀なくされ、そのあいだに今度は一郎の妹鞠子が射殺される。そのさいの仕掛けが綾子と鞠子の部屋を仕切る壁の中にあったため、綾子が疑われだす。次に、例の円塔からの合図のあった夜、見張りについていた明智の助手小林少年の目の前で、塀を乗り越え伊志田邸に入ってきた男が、窓越しに邸内の誰かと話したのち、射殺されるという事件が起こる。男は近くに住む印刷工場の会計係の若者であった。同時に物置で一郎が麻酔薬をかがされて倒れているのが見つかり、綾子は行方不明となる。刑事の捜査によって、綾子はひとりタクシーに乗り、駅前の安宿に泊まったのち消息を絶ったことが判明し、いよいよ嫌疑は綾子にかかっていく。次に伊志田氏と一郎が行方不明になるが、一郎は庭の古井戸の底で見つかる。そしてまたも賊があらわれる。刑事たちはそれを追うが、館の抜け道から地下の広い穴蔵まで逃れたその賊とは明智であった。その地下の穴蔵には、磔にされた伊志田氏と綾子がいた。賊はその部屋を水責めにしてふたりを殺すつもりだったのだ。一郎と刑事たちの前で、明智は、近くに居ても気づかないゆえに暗黒星と名づけていた真犯人を指摘する。

## 主要登場人物
伊志田 鉄造（いしだ てつぞう）伊志田家の当主で、一郎、綾子、鞠子の父。
伊志田 君代（いしだ きみよ）鉄造の後妻。
伊志田 一郎（いしだ いちろう）伊志田家の長男で、女と見まごう美青年。謎の殺人鬼に襲撃される。
伊志田 綾子（いしだ あやこ）伊志田家の長女で、一郎の姉。
伊志田 鞠子（いしだ まりこ）伊志田家の次女で、一郎の妹。
荒川 庄太郎（あらかわ しょうたろう）付近の印刷工場に勤めている青年。
明智 小五郎（あけち こごろう）数々の難事件を解決した名探偵。
小林 芳雄（こばやし よしお）明智の助手。
北森警部（きたもり）警視庁の捜査課長。

## 収録作品
- 角川ホラー文庫『暗黒星』（1994年4月）
- 創元推理文庫『何者』（1996年）
- 集英社文庫『明智小五郎事件簿11 「妖怪博士」「暗黒星」』（2017年）

## 映像化リスト

### テレビドラマ
- 『江戸川乱歩の美女シリーズ・黒水仙の美女』（1978年、テレビ朝日）
出演：天知茂、ジュディ・オング、江波杏子他

- 『暗黒星 天の怒りか地の悲しみか、21年ぶりの日食の日に起きた連続殺人』（1996年、フジテレビ）
出演：陣内孝則、稲森いずみ、清水綋治他